# Чурино (Мордовия)
Чурино — село в Ельниковском районе Мордовии. Входит в состав Акчеевского сельского поселения.

## История
В «Списке населённых мест Пензенской губернии за 1869» Чюрино (Анчеево) казенная деревня из 30 дворов Краснослободского уезда.

## Население
| 2002 | 2010 |
| ---- | ---- |
| 147  | ↘124 |

Национальный состав
Согласно результатам Всероссийской переписи населения 2002 года, в национальной структуре населения татары составляли 94 %.